# Aleksandra Merkulova
Aleksandra Sergeevna Merkulova (in russo Алекса́ндра Серге́евна Мерку́лова?; tr. en.: Alexandra Sergeyevna Merkulova; Kemerovo, 25 novembre 1995) è un'ex ginnasta russa.

## Palmarès
| Anno | Manifestazione            | Sede            | Evento            | Risultato | Prestazione | Note |
| ---- | ------------------------- | --------------- | ----------------- | --------- | ----------- | ---- |
| 2010 | Giochi olimpici giovanili | Singapore       | Concorso completo | Oro       | 103.500     |      |
| 2011 | Mondiali                  | Montpellier     | Squadre           | Oro       | 290.275     |      |
| 2012 | Europei                   | Nižnij Novgorod | Concorso completo | Argento   | 116.425     |      |
| 2013 | Universiadi               | Kazan'          | Concorso generale | Argento   | -           |      |
| 2013 | Universiadi               | Kazan'          | Palla             | Oro       | -           |      |
| 2013 | Universiadi               | Kazan'          | Nastri            | Argento   | -           |      |